# Axel Oxenstierna
Axel Gustafsson Oxenstierna af Södermöre (en sueco: ˈʊksɛnˌɧæːɳa; Fånö, 16 de junio de 1583-Estocolmo, 28 de agosto de 1654) fue un noble y político sueco, conde de Södermöre, miembro del Consejo Real desde 1609 y alto canciller desde 1612 hasta su muerte.
Fue uno de los más cercanos colaboradores tanto del rey Gustavo Adolfo como de su hija, la reina Cristina, y es considerado uno de los más importantes personajes de la historia sueca, en gran parte debido a su importantísimo papel político desarrollado durante la guerra de los Treinta Años (1618-1648), especialmente después de la muerte del rey Gustavo Adolfo en 1632, y su contribución a los fundamentos del sistema administrativo sueco; fue además gobernador general de Prusia, ocupada por los suecos durante la guerra.

## Juventud y educación
Oxenstierna nació en Fånö, en la provincia sueca de Uppland, cerca de Upsala, hijo de Gustav Oxenstierna (Gabrielsson) (1551-1597) y Barbro Bielke (Axelsdotter) (1556-1624). Junto a sus hermanos fue educado en las universidades de Rostock, Jena y Wittenberg; tras su vuelta, en 1603, fue nombrado kammarjunker (paje) del rey Carlos IX. En 1606 le fue asignada su primera misión diplomática, en Mecklemburgo, y durante su ausencia fue nombrado miembro del Consejo Real, convirtiéndose en uno de los más fieles colaboradores del soberano. En 1610 se trasladó a Copenhague con el objetivo de provocar un conflicto con Dinamarca, pero no consiguió su objetivo; esta misión selló el inicio una serie e maniobras diplomáticas llevadas a cabo por Oxenstierna hacia los daneses, a los cuales consideró siempre el más formidable de los enemigos de su país.

## Nombramiento como canciller
Tras la muerte de Carlos IX en 1611, Oxenstierna se convierte en miembro del Consejo de Regencia del nuevo soberano, Gustavo Adolfo, que contaba entonces con tan solo 17 años. Como miembro de la aristocracia habría querido reducir los poderes reales, pero Gustavo no estaba dispuesto a ceder en su poder o en ponerse bajo la influencia de ninguno, por lo cual Oxenstierna aceptó servirle como consejero. El 6 de enero de 1612 se convierte en Alto Canciller (Rikskansler) del Consejo Real, y pronto se convirtió en evidente su influencia en muchísimos aspectos de la administración y la diplomacia sueca.

Axel Oxenstierna por Jacob Heinrich Elbfas (1626).

En 1613 tomó parte como plenipotenciario sueco en la firma del Tratado de Knäred, que ponía fin a la guerra de Kalmar contra Dinamarca, servicios por los cuales obtuvo una cuantiosa recompensa. Durante los frecuentes viajes de Gustavo Adolfo a Livonia y Finlandia actuó como virrey, demostrando una gran habilidad y versatilidad. En 1620 comandó la misión diplomática dirigida a Berlín para estipular el contrato matrimonial entre Gustavo y María Leonor de Brandeburgo.
Durante la guerra contra Rusia y la Confederanción Polaco-Lituana aprovisionó al ejército y la flota, incluidas la recogida de fondos y leva de nuevos reclutas. Su papel se tornó tan importante que Gustavo Adolfo, en 1622, le ordenó acompañarlo a la Livonia Sueca, nombrándole gobernador general y comandante de la ciudad de Riga; sus servicios le valieron, como recompensa, la propiedad de cuatro castillos y la totalidad del obispado de Wenden, en la actual Lituania. El año siguiente obtuvo un nuevo éxito diplomático, cuando, durante las negociaciones de paz que condujeron a la tregua con Polonia, consiguió, a través de hábiles maniobras, evitar una posible ruptura con Dinamarca; estas negociaciones culminaron, en 1629, con la firma de la Tregua de Altmark con la Confederación Polaco-Lituana, que incluía términos muy ventajosos para Suecia; el año anterior Oxenstierna había sido nombrado gobernador general de las nuevas posesiones suecas en Prusia.

## Participación en la guerra de los Treinta Años
La primera participación de Oxenstierna en el conflicto tuvo lugar en el año 1628, cuando llegó a un acuerdo con Dinamarca para la ocupación conjunta del importante puerto de Stralsund, en Pomerania, con el fin de evitar su caída en manos de las fuerzas imperiales. Suecia, potencia protestante, se sentía abiertamente amenazada por la creciente hegemonía habsbúrgica y católica en el Imperio por lo que Gustavo Adolfo se decidió a intervenir en el conflicto, inaugurando la llamada fase sueca.
Después de la gran victoria sueca en la batalla de Breitenfeld de 1631, Oxenstierna recibió la orden de asistir al rey sobre el territorio imperial. Mientras Gustavo conducía las operaciones en Franconia y Baviera, en 1632 administró, con el título de «legado», el sector renano, ejerciendo una plena autoridad sobre todas las fuerzas suecas y aliadas; si bien Oxenstierna no combatió nunca en ninguna batalla, se reveló como un brillante estratega, y con sus disposiciones frustró varios intentos de las fuerzas españolas para recuperar las posiciones perdidas en el área. Sus capacidades militares quedaron plenamente a la luz con el envío por su parte de un cuerpo de refuerzo a Gustavo a través de Alemania central en el verano de 1632. Pero el verdadero giro en su carrera y en su poder tuvo lugar, en ese mismo año, con la muerte de Gustavo Adolfo en la batalla de Lützen.

## De la muerte de Gustavo Adolfo a la Paz de Westfalia
Con la muerte de Gustavo Adolfo, el trono pasaba a su hija Cristina de tan solo seis años de edad; Oxenstierna asumió, por tanto, el control de la política, de la estrategia bélica y de la administración del país. El 12 de enero de 1633 fue confirmado como plenipotenciario sueco en territorio imperial, con la facultad de administrar y controlar todas las fuerzas suecas y el territorio controlado por las mismas. Su primer objetivo fue el refuerzo de la alianza con los príncipes protestantes alemanes desmoralizados tras la muerte del rey, con la creación, en 1634, de la Liga de Heilbronn, que contaba además con la participación de Francia.
A pesar de que la posición de las fuerzas protestantes parecía difícil por la amenaza de una contraofensiva imperial, Oxenstierna supo estar a la altura de la situación, ganándose la confianza tanto de los jefes militares como la de los príncipes y los estadistas aliados; el cardenal Richelieu lo calificó como una «inagotable fuente de bien ponderados consejos». Mientras los grandiosos planes de Gustavo Adolfo preveían, además del engrandecimiento de Suecia, una sustancial reforma de la estructura del Imperio, Oxenstierna, con sustancial realismo, abandonó este proyecto, persiguiendo en cambio una política directa de consolidación de la potencia sueca; por esto sus esfuerzos se dirigieron hacia la obtención para Suecia de compensaciones adecuadas por los sacrificios realizados.
A pesar de llevar una vida modesta y austera, más de una vez recurrió a la táctica de impresionar tanto a sus aliados como a sus adversarios con un gran lucimiento de riquezas y potencia real, como durante el Congreso de Frankfurt, al cual se trasladó en una carroza tirada por seis caballos, con los príncipes que le acompañaban a pie. No obstante esta demostración de riqueza, durante todo el período de conflicto la política sueca sufrió por la continua disminución de los recursos humanos y materiales, hecho que Oxenstierna no podía esconder a sus adversarios. De hecho, la conducción de la guerra de parte sueca estaba ligada a los acontecimientos sobre el campo de batalla, y la terrible derrota sufrida en la batalla de Nördlingen de 1634 frente a las tropas hispano-imperiales llevaron a Oxenstierna y a Suecia al borde de la ruina, obligándole a pedir explícitamente ayuda militar a Francia.
A pesar de la necesaria cooperación con las fuerzas de Richelieu, Oxenstierna se negó en el Congreso de Compiègne de 1635 a subordinar el esfuerzo bélico sueco a los intereses franceses, consciente que cada uno de los contendientes necesitaba la ayuda del otro, pero firmó, el año siguiente, el Tratado de Wismar, por el cual Francia otorgaba un sustancial subsidio a sus aliados. Ese mismo año Oxenstierna volvió a Suecia, tomando su sitio en el Consejo de Regencia, en el cual, durante el resto del conflicto, ejerció todo su poder, especialmente en lo referente a la política exterior. En particular se ocupó de los planes de la llamada guerra de Torstenson contra Dinamarca (1643-1645), conducida por el general Lennart Torstenson, a consecuencia de la cual Dinamarca fue obligada a ceder importantes territorios a los suecos, viendo así muy redimensionado su rol en el mar Báltico.
Cabe destacar que fue admitido en la novel academia de la lengua alemana Fruchtbringende Gesellschaft en 1634.

## Últimos años de vida
Con la firma de la Paz de Westfalia de 1648, Suecia terminaba victoriosamente el conflicto, pero los últimos años de vida de Oxenstierna fueron tormentosos debido a los celos de la joven reina Cristina, que lo obstaculizaba de cualquier forma; en cambio, él la acusaba de lo exiguo de las ganancias suecas en el conflicto, causado según él por las interferencias de la soberana.
A pesar de todas estas desavenencias, se opuso a la abdicación de la reina en 1654, temiendo que Suecia peligraría por la naturaleza aventurera del nuevo rey Carlos X, pero las consideraciones mostradas por el soberano hacia él le llevaron a reconciliarse. Oxenstierna moría en Estocolmo el 28 de agosto de 1654, a la edad de 71 años.